# Palazzo d’Arco

Wappen der Familie D'Arco

Der Palazzo d’Arco ist ein historischer Palast und Kunstmuseum in Mantua.

## Geschichte und Beschreibung
Der Palast wurde ab 1784 auf Initiative eines Zweigs der Trentiner Adelsfamilie d’Arco errichtet, die sich seit 1740 in Mantua niedergelassen hatte. Nach dem Erwerb der Residenz der Grafen Chieppio beschloss der Graf Giovanni Battista Gherardo d’Arco, den Palazzo im neoklassizistischen Stil umzugestalten, wobei er sich von den Werken Andrea Palladios inspirieren ließ. Mit den Bauarbeiten wurde der Architekt Antonio Colonna beauftragt. Das Ergebnis ist ein bemerkenswertes Beispiel einer aristokratischen Residenz, reich an Möbeln und Gemälden, mit einer Bibliothek und einer naturwissenschaftlichen Sammlung, einem von einer Exedra umgebenen Garten, der von einem Flügel aus dem 15. Jahrhundert überragt wird, der aus zwei kleinen Palästen besteht, von denen einer den außergewöhnlichen Gemäldezyklus der Sala dello Zodiaco von Falconetto aus dem Jahr 1515 beherbergt. Die Renaissancegebäude und der angrenzende Garten wurden 1872 von Francesco Antonio d’Arco von den Markgrafen Dalla Valle erworben. Der architektonische Komplex, der auf den gleichnamigen Platz blickt, setzt sich auf der linken Seite mit dem Stallgebäude fort, in dem sich heute das Teatrino d’Arco befindet, das seit 1946 die von Ettore Campogalliani gegründete Theaterakademie Francesco Campogalliani beherbergt.
Graf Carlo d’Arco (1799–1849), Historiker und Dokumentensammler, lebte ebenfalls in diesem Palast. Er hatte von 1847 bis 1848 das Amt des Podestà von Mantua inne.
Das letzte Mitglied der Familie, Frau Giovanna dei conti d’Arco Chieppio Ardizzoni, Marchesa Guidi di Bagno, die 1973 verstarb, gründete die Fondazione d’Arco. In ihrem Testament von 1956 verfügte sie, dass nach ihrem Tod ihr gesamter Besitz, einschließlich des Palazzo und der darin befindlichen Sammlungen (Herbarium, Pinakothek, Archiv, Bibliothek, Musikinstrumente, Möbel, Waffen) in ein öffentliches Museum umgewandelt werden sollte. Besonders reich ist die Gemäldegalerie mit Werken von Niccolò da Verona, Luini, Magnasco, Frans Pourbus der Jüngere, Van Dyck und einem Gemäldezyklus von Giuseppe Bazzani.
Im Jahr 2014 erhielt die Fondazione D’Arco eine Schenkung von Werken des Marchese Federico Cavriani, Mitglied der Adelsfamilie Cavriani aus Mantua, die zum Teil gesammelt und in einem eigenen „Cavriani-Saal“ ausgestellt werden.
Der kürzlich restaurierte Palazzo D’Arco und sein beeindruckender Garten sind ein bewundernswertes Beispiel für eine aristokratische Residenz.

## Sammlungen
Die Sammlungen des Museums umfassen Möbel, Keramiken, Gemälde und eine umfangreiche Bibliothek.
Die Sammlung umfasst Gemälde von: Niccolò da Verona, Schüler von Pieter Aertsen und Joachim Beuckelaer; Giacomo Albé (zugeschrieben); Lorenzo Costa der Ältere und Lorenzo Costa il Giovane; il Sodoma (zugeschrieben); Sebastien Bourdon; Ludovico Toeput; Annibale Carracci; Frans Pourbus der Jüngere; Bernardino Luini; Giuseppe Bazzani; Sante Peranda; Guglielmo Caccia; Alessandro Magnasco; Lorenzo Lotto; Tintoretto; Antonio della Corna; Pasquale Ottino; Giovanni Maria Perego (zugeschrieben); Fra Semplice da Verona; Giulio Carpioni; Margherita Caffi (zugeschrieben); Frans Geffels (zugeschrieben); Matteo Ghidoni; Francesco Fieravino; Jacob Denys; Orazio Samacchini; Giovanni Francesco Maineri (Kopie); Boccaccio Boccaccino; Werkstatt von Piazzetta; Werkstatt von Bernardino und Francesco Zaganelli; Pietro della Vecchia; Alessandro Turchi; Giovanni Francesco Castiglione (zugeschrieben); Sebastiano Mazzoni; Daniele Crespi (zugeschrieben); Pandolfo Reschi (zugeschrieben); Bartolomeo Manfredi; Joann Kupetzki; Michele Desubleo (zugeschrieben); Antonio Carneo (zugeschrieben); Agostino Bonisoli (zugeschrieben); Giovanni Battista Venanzi; Felice Boselli; Gilardo da Lodi; Giambettino Cignaroli; Bartolomeo Pedon; Pier Francesco Guala (zugeschrieben); Schule von Giovanni Battista Crespi; Giovanni Peruzzini; Tomasso Porta; Luigi Miradori; Van Dyck; Jan Wildens; Rubens (zugeschrieben); Nicola Casissa; Giovanni Andrea Urbani; Gerolamo Induno und Bartolomeo Nazzari.
Die Gemäldesammlung von Bazzani besteht aus neun Gemälden.
Eines der Meisterwerke des architektonischen Palastkomplexes befindet sich im Inneren des Gebäudes aus der Renaissance, das über den Innenhof zu erreichen ist: der mit Fresken bemalte Raum der „Sala dello Zodiaco“ ein Gemälde des Malers Giovanni Maria Falconetto aus dem frühen 16. Jahrhundert.
Die Bibliothek umfasst eine Sammlung von naturkundlichen Büchern, eine historische Küche, eine große Bibliothek und eine Sammlung von historischen Musikinstrumenten.